# Szent Lőrinc-templom (Lohja)
A lohjai Szent Lőrinc-templom (finn nyelven: Lohjan Pyhän Laurin kirkko) középkori templom Finnországban. Ez az ország harmadik legnagyobb fennmaradt középkori plébániatemploma. 
A legkorábbi része a sekrestye, ami eredetileg egy fatemplomhoz csatlakozott; a kőből épült csarnoktemplom csak az 1400-as évek végén épült.
A templom 16. század elejéről származó falfestményei Finnország egyik legértékesebb középkori építményévé teszik.  A naiv falfestmények bibliai történeteket mesélnek el az olvasni nem tudó hívőknek; a képeken a szentek szőke hajúak. A festők feltehetőleg svéd Albertus Pictor tanítványai voltak. A templomban található egy 15. századi kereszt és egy szintén 15. századi Szent Lőrinc szobor.
A reformáció és a lutheranizmus finnországi elterjedése előtt a templom római katolikus volt, és Szent Lőrinc tiszteletére szentelték..

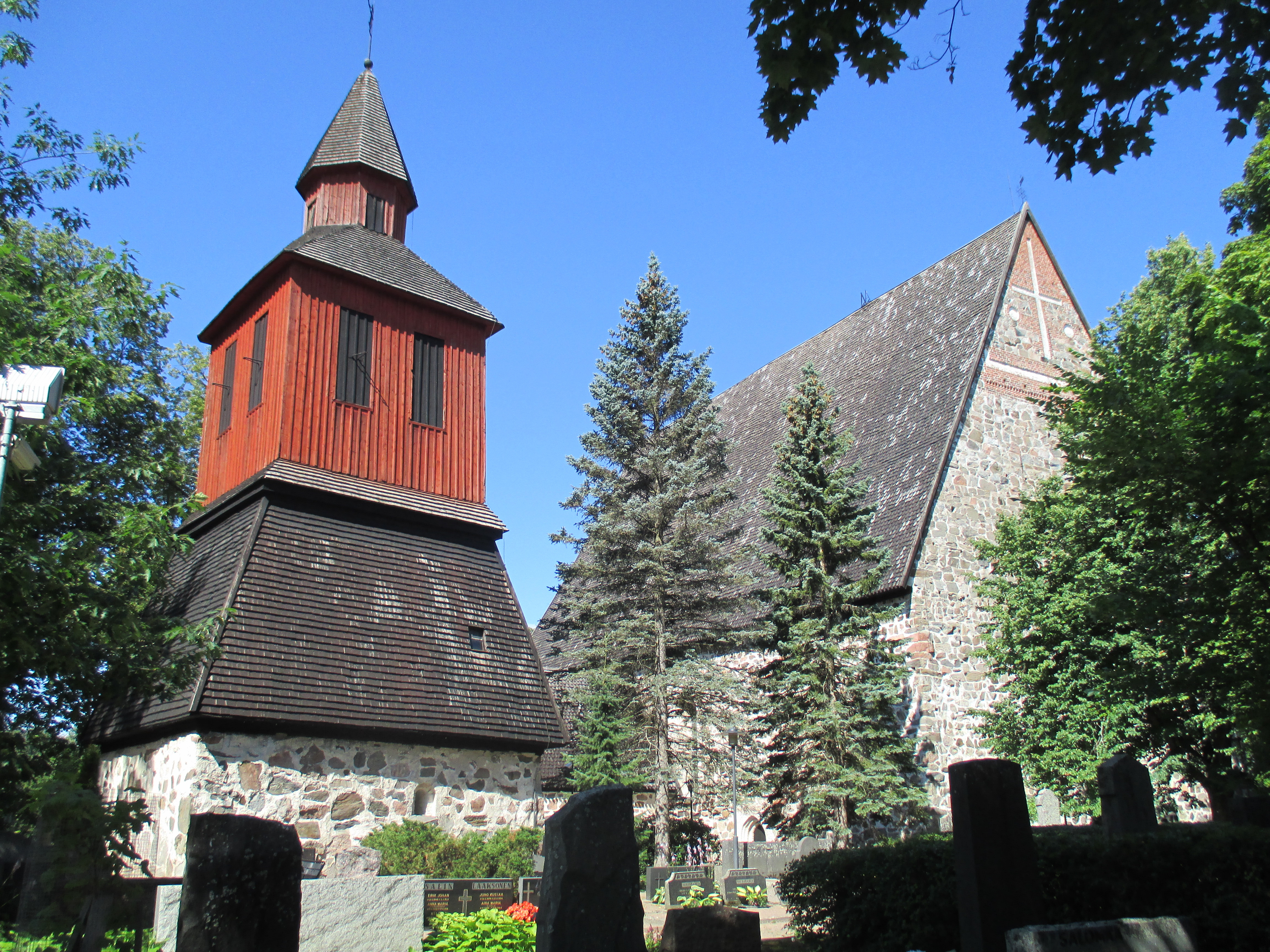
A harangtorony

A templom délkeleti sarkán egy harangtorony található. A szürke kőből készült lábazata feltehetőleg középkori. A harangtorony faszerkezete a jelenlegi formájában a nagy északi háborút követően épült.
A 19. század elején a templom ablakait megnagyobbították, és a festést fehér színnel eltakarták. Az 1880-as években a fehér festéket eltávolították, és a színes alakokat restaurálták.
A gyülekezet a Budapest-Kőbányai Evangélikus Egyházközség testvérgyülekezete.

## Fordítás
Ez a szócikk részben vagy egészben  a   Church of St. Lawrence, Lohja című angol Wikipédia-szócikk ezen változatának fordításán alapul.  Az eredeti cikk szerkesztőit annak laptörténete sorolja fel. Ez a jelzés csupán a megfogalmazás eredetét és a szerzői jogokat jelzi, nem szolgál a cikkben szereplő információk forrásmegjelöléseként.